# Germán Stiglich
Germán Stiglich Álvarez (Callao, 23 de octubre de 1877-Lima, 7 de julio de 1928) fue un marino, geógrafo y explorador peruano.

## Biografía
Nacido en el Callao, sus padres fueron el austriaco Víctor Stiglich Seubat y la peruana María Luisa Álvarez Cabrera.
Realizó sus estudios escolares en el English School del Callao, dirigido por W. T. Mason, y luego ingresó a la Escuela Naval (1895), de la que egresó como alférez de fragata (1899).
Bajo las órdenes del Ministerio de Relaciones Exteriores, se incorporó a la Expedición Geográfica enviada a explorar las cuencas del Madre de Dios y del Alto Ucayali, cuyo fin era hacer los estudios de fijación de la frontera con Bolivia, país que sostenía entonces un conflicto limítrofe con el Perú (1902-1904).
En la Armada sirvió en distintos puestos. En 1907 viajó a Inglaterra para integrar la dotación del recién adquirido crucero Coronel Bolognesi, así como para entrenar a los artilleros.
Fue tercer jefe de la Escuela Naval. En 1914 fue ascendido a capitán de fragata. Fue comandante de diversas unidades de la escuadra peruana, como el vapor Chalaco, el crucero Lima y el crucero Almirante Grau.
Fue profesor en la Escuela Naval en los cursos de Geodesia, Hidrografía, Artillería y Torpedos; así como catedrático de geografía física y social en la Universidad Mayor de San Marcos y en la Universidad Católica del Perú.	Se le encomendó la preparación del Código de Justicia Naval y las recopilación de las leyes y resoluciones del Ministerio de Marina.
Fue miembro de las sociedades geográficas de Lima, Washington, Berlín y Wurxburg.

## Publicaciones
- Manual del torpedo automóvil Whitehead.
- El año peruano
- Geografía comentada del Perú (1913)
- Geografía elemental ilustrada
- Diccionario geográfico del Perú, en 4 volúmenes (1918-1922)
- Derrotero de la costa del Perú (1918)
- El patriotismo de los pueblos
- El Real Felipe del Callao (capitulación de Rodil) (1926)
- Historia de la Marina de Guerra del Perú
- Crónicas de la Marina
- Chorrillos: José O. Laya y otros patriotas chorrillanos que actuaron a favor de la independencia del Peru